# Barrela (quadrinhos)
Barrela é um romance gráfico brasileiro de autoria de João Pinheiro, que adapta a peça teatral Barrela, do dramaturgo Plínio Marcos. A HQ foi lançada em 2022 pela editora Brasa.
A adaptação foi autorizada por Kiko Barros, filho do dramaturgo e representante legal de sua obra. O quadrinista João Pinheiro fez a adatptação para a linguagem visual dos quadrinhos, mas optou por manter o texto original na íntegra. O livro foi publicado com apoio do ProAc, da Secretaria de Cultura e Economia Criativa do Estado de São Paulo, e da financiamento coletivo através da plataforma Catarse.
Em 2023, o livro ganhou o 35º Troféu HQ Mix na categoria de melhor adaptação para os quadrinhos.